# Engel (familienaam)
Engel is een Duitse familienaam. Opmerkelijke mensen met deze familienaam zijn onder meer:
- Adam Engel (geboren in 1991), een Amerikaanse honkbalspeler
- Albert J. Engel (1888-1959), Amerikaanse vertegenwoordiger uit Michigan
- Albert J. Engel Jr. (1924-2013), Amerikaanse jurist
- Andreas K. Engel (geboren in 1961), een Duitse neurowetenschapper
- Barbara Engel (geboren in 1952), een Duitse modeontwerper
- Carl Engel (1883-1944), in Frankrijk geboren Amerikaanse componist
- Carl Engel (musicoloog) (1818-1882), in Duitsland geboren Engelse schrijver over muziek
- Carl Ludvig Engel (1778-1840), in Duitsland geboren Ests/Finse architect
- Charles Engel, Amerikaanse econoom
- David Engel (acteur), Broadway-zanger, danser en acteur
- David Engel (historicus), Amerikaanse Holocaust-historicus
- David Hermann Engel (1816-1877), Duitse organist en componist
- Eliot Engel, Amerikaanse vertegenwoordiger uit New York
- Erich Engel (1891-1966), Duitse acteur
- Ernst Engel (1821-1896), Duitse statisticus
- Franz Engel (1834-1920), Duitse ontdekkingsreiziger
- Friedrich Engel (wiskundige) (1861-1941), Duitse wiskundige
- Friedrich Engel (SS-officier) (1909-2006), Duits Schutzstaffel officier
- Georgia Engel (1948-2019), Amerikaanse film- en televisieacteur
- Gerhard Engel (1906-1976), Duitse Generalleutnant en Staatscommissaris van de Vereniging voor Militaire Klant
- Greg Engel (geboren 1971), Americanfootballspeler
- Johann Christian von Engel (1770-1814), Hongaars historicus
- Karl Dietrich Leonhard Engel (1824-1913), Duitse muzikant en schrijver
- Heinfried Engel (geboren in 1947), de Duitse polsstokhoogspringer
- Howard Engel (geboren in 1932), de Canadese schrijver en producer van mysteries
- Jerzy Engel (geboren in 1952), de voormalige Poolse voetbalmanager
- Joel Engel (componist) (1868-1927), in Rusland geboren Joodse componist
- Joel S. Engel (geboren 1936), Amerikaanse ingenieur en wetenschapper
- Johann Jakob Engel (1741-1802), Duitse filosofische schrijver
- Josef Engel (geboren in 1942), de Tsjechische worstelaar
- Josef Engel (anatoom) (1816-1899), Duitse anatoom
- Jules Engel (1909-2003), Amerikaanse filmmaker, kunstenaar
- Julius Engel (1842-1926), Duitse rechter en politicus
- Karl Engel (1923-2006), Zwitserse pianist
- Karl Engel (voetballer) (geboren in 1952), een Zwitserse voetbaldoelman
- Karl Dietrich Leonhard Engel (1824-1913), Duitse componist en schrijver
- Lehman Engel (1910-1982), Amerikaanse componist en dirigent
- Marian Engel (1933-1985), Canadese romanschrijver
- Maro Engel (geboren in 1985),  Duitse autocoureur
- Matthew Engel (geboren in 1951), Engels schrijver, vooral op cricket
- Michael S. Engel (geboren in 1971), Amerikaanse paleontoloog en entomoloog
- Natascha Engel (geboren in 1967), voormalige Britse parlementslid
- Pál Engel (1938-2001), Hongaarse historicus
- Pascal Engel, (geboren in 1954), een Franse filosoof
- Richard Engel (geboren in 1973), een Amerikaanse tv-journalist en auteur
- Roy Engel (1913-1980), Amerikaans acteur.
- Royan Engel (geboren in 1943/1944), Amerikaanse zakenvrouw.
- S. Morris Engel (geboren 1931), auteur, filosoof en taalkundige
- Scott Walker (zanger) (1943-2019), in Amerika geboren Britse zanger en muzikant, geboren als Noel Scott Engel
- Stephen Engel (fl. 1990s-2010s), Amerikaanse tv-producent en schrijver
- Stephen M. Engel (fl. 1990s-2010s), Amerikaanse academische en politicoloog
- Steve Engel (geboren in 1961), een Amerikaanse honkbalspeler
- Steven Engel (geboren in 1974), een Amerikaanse advocaat en voormalig ambtenaar van het ministerie van Justitie
- Volker Engel (geboren in 1965), een in Duitsland geboren Amerikaanse visual effects artist
- Willem Engel in Nederland geboren politieke dwarse denker. Zoon van Cees Engel.